# Eamon Gilmore
Eamon Gilmore, irl. Éamon Mac Giollamóir (ur. 24 kwietnia 1955 w Caltrze w hrabstwie Galway) – irlandzki polityk, działacz związkowy i samorządowiec, długoletni parlamentarzysta, w latach 2007–2014 lider Partii Pracy, od 2011 do 2014 tánaiste oraz minister spraw zagranicznych i handlu.

## Życiorys
Ukończył Garbally College w Ballinasloe oraz psychologię na National University of Ireland w Galway. W latach 1974–1975 pełnił funkcję przewodniczącego uczelnianej organizacji studenckiej, a następnie do 1978 był przewodniczącym ogólnokrajowej organizacji Union of Students in Ireland. Pracował w centrali związkowej Irish Transport and General Workers' Union.
W latach 1985–1994 był radnym hrabstwa Dublin, zaś od 1997 do 2003 zasiadał w radzie hrabstwa Dún Laoghaire-Rathdown. Działał w komunistycznej Partii Robotniczej, w latach 80. dwukrotnie bez powodzenia kandydował z jej ramienia do Dáil Éireann. Mandat Teachta Dála uzyskał przy trzecim podejściu w 1989 w okręgu wyborczym Dún Laoghaire. W 1992 wraz z grupą deputowanych swojej partii współtworzył nowe ugrupowanie pod nazwą Demokratyczna Lewica. Z jej ramienia w 1992 i 1997 uzyskiwał poselską reelekcję, a w 1999 wraz z nią dołączył do Partii Pracy, w której objął funkcję zastępcy lidera.
Od 20 grudnia 1994 do 26 czerwca 1997 zajmował stanowisko ministra stanu do spraw gospodarki morskiej. Był odpowiedzialny za sprawy przekształceń majątkowych, inwestycje i rozwój infrastruktury portowej oraz kwestie zanieczyszczenia wód. Następnie pełnił funkcję rzecznika Partii Pracy ds. środowiska, mieszkalnictwa i rządu lokalnego. Z ramienia laburzystów w wyborach w 2002, 2007 i 2011 ponownie wybierany do niższej izby irlandzkiego parlamentu, zasiadając w niej do 2016. W 2002 bez powodzenia ubiegał się o przywództwo w partii.
W sierpniu 2007, po rezygnacji ze stanowiska lidera Partii Pracy przez Pata Rabbitte'a, zadeklarował zamiar ubiegania się o tę funkcję. 6 września 2007, jako jedyny zgłoszony kandydat, został jednogłośnie ogłoszony nowym liderem Partii Pracy.
W wyborach parlamentarnych w lutym 2011 kierowana przez niego Partia Pracy zdobyła 37 mandatów w 166-osobowej Dáil Éireann. Po wyborach zawiązała koalicję rządową ze zwycięską Fine Gael. 9 marca 2011 Eamon Gilmore objął stanowisko wicepremiera (tánaiste) oraz ministra spraw zagranicznych i handlu w rządzie Endy Kenny’ego. W 2012 pełnił funkcję przewodniczącego OBWE. 4 lipca 2014 nowym liderem laburzystów została Joan Burton, która objęła wówczas stanowisko wicepremiera. Tydzień później w trakcie rekonstrukcji rządu Eamon Gilmore zakończył także pełnienie funkcji ministra.
W listopadzie 2015 mianowany specjalnym przedstawicielem Unii Europejskiej ds. procesu pokojowego w Kolumbii. Zajął się również działalnością akademicką na Dublin City University. W lutym 2019 powołany na funkcję specjalnego przedstawiciela UE ds. praw człowieka (od marca 2019).